# Lee Lai
Lee Lai (né en 1993 à Melbourne) est une autrice de bande dessinée australienne qui vit au Canada.

## Publications
- Stone Fruit (en), Fantagraphics, 2021  (ISBN 9781683964261).
(fr) Le Goût de la nectarine, Sarbacane, 2021  (ISBN 9782377315598).
- Cannon, Drawn & Quarterly, 2025  (ISBN 9781770468023).

## Prix
- 2021 : Prix Ignatz de la meilleure autrice ; du meilleur roman graphique pour Le Goût de la nectarine[1]
- 2022 : Prix Lambda Literary du roman graphique LGBTQ pour Le Goût de la nectarine[2]